# 제61회 베를린 국제 영화제
제61회 베를린 국제 영화제는 2011년 2월 10일에 열린 시상식이다.

## 수상 및 후보

### 황금곰상
- 씨민과 나데르의 별거 - 아쉬가르 파라디 수상

### 은곰상:심사위원대상
- 토리노의 말 - 벨라 타르 수상

### 은곰상:감독상
- 수면병 - 울리히 콜러 수상

### 은곰상:여자연기자상
- 씨민과 나데르의 별거 - 출연진 모두 수상

### 은곰상:남자연기자상
- 씨민과 나데르의 별거 - 출연진 모두 수상

### 은곰상:각본상
- 더 포기브니스 오브 블러드 - 조슈아 마스턴 외 1명 수상

### 은곰상:예술공헌상
- 더 프라이즈 - 보이체흐 스타론 수상
- 더 프라이즈 - 바바라 엔리크 수상

### 황금곰상:단편영화상
- 파란만장 - 박찬욱 외 1명 수상

### 황금곰상:명예황금곰상
- 아민 뮬러-스탈 수상

### 은곰상:단편영화상
- 부서진 밤 - 양효주 수상

### 은곰상:알프레드 바우어상
- 이프 낫 어스, 후? - 앙드레 베이엘 수상

### 은곰상:특별언급
- 퀘스천 투 마이 파더 - 콘라드 뮤흐 수상

### 유럽단편영화상
- 더 언리빙 - 휴고 릴리아 수상

### 베를린카메라상
- Lia van Leer 수상
- Jerome Clement 수상
- Franz Stadler und Rosemarie Stadler 수상
- 해리 베라폰테 수상

### GWFF 장편 데뷔상
- 잃어버린 순수 - 앤드류 옥페아 맥클린 수상

### GWFF 장편 데뷔상 - 특별언급
- 더 가드 - 존 마이클 맥도나프 수상
- 더 파더레스 - 마리 크로이처 수상

### 파노라마 관객상
- 이븐 더 레인 - 이시아 볼레인 수상

### 파노라마 관객상:다큐멘터리
- 인 헤븐 언더그라운드: 더 바이센제 쥬이시 세머테리 - 브리타 바우어 수상

### 수정곰상(제너레이션 14플러스) 작품상
- 잃어버린 순수 - 앤드류 옥페아 맥클린 수상

### 수정곰상(제너레이션 14플러스) 작품상 특별언급
- 쉬 몽키스 - 리사 아쉔 수상

### 수정곰상(제너레이션 14플러스) 단편영화
- 마누레와 - 샘 피코크 수상

### 수정곰상(제너레이션 14플러스) 단편영화 특별언급
- 겟 리얼! - 에베르트 데 베이에 수상

### 수정곰상(제너레이션 K플러스) 작품상
- 키퍼 틸 리버풀 - 아릴드 안드레센 수상

### 수정곰상(제너레이션 K플러스) 작품상 특별언급
- 마불 - 기 나티브 수상

### 수정곰상(제너레이션 K플러스) 단편영화
- 릴리 - 카시미어 버제스 수상

### 수정곰상(제너레이션 K플러스) 단편영화 특별언급
- 미니 러브스 주니어 - 앤디 멀린스 외 1명 수상

### 대상(제너레이션 K플러스) 국제심사위원
- 더 나은 내일 - 도로타 케드지에르자브스카 수상

### 대상(제너레이션 K플러스) 국제심사위원 - 특별언급
- 키퍼 틸 리버풀 - 아릴드 안드레센 수상

### Deutsches Kinderhilfswerk:대상
- 더 나은 내일 - 도로타 케드지에르자브스카 수상

### Deutsches Kinderhilfswerk:특별상
- 랜드 오브 더 히어로즈 - 사힘 오마르 칼리파 수상

### Deutsches Kinderhilfswerk상:특별언급
- 키퍼 틸 리버풀 - 아릴드 안드레센 수상
- 선데이 - 패트릭 도욘 수상

### 테디상:장편영화상
- 앱센트 - 마르코 베르거 수상

### 테디상:단편영화상
- 제너레이션 - 지나 가두치 외 1명 수상
- 마야 데렌의 싱크 - 바버라 해머 수상

### 테디상:다큐멘터리상
- 제네시스와 레이디 제이의 발라드 - 마리 로지에 수상

### 테디상:심사위원상
- 톰보이 - 셀린 시아마 수상

### FIPRESCI상:경쟁부문
- 토리노의 말 - 벨라 타르 수상

### FIPRESCI상:포럼
- 헤븐스 스토리 - 제제 타카히사 수상

### FIPRESCI상:파노라마
- 탑 블루어 레프트 윙 - 안젤로 시안시 수상

### 에큐메니칼 심사위원상:특별언급
- 더 포기브니스 오브 블러드 - 조슈아 마스턴 수상

### 에큐메니칼 심사위원상:경쟁부문
- 씨민과 나데르의 별거 - 아쉬가르 파라디 수상

### 에큐메니칼 심사위원상:포럼
- 친숙한 장소 - 스테판 라플뢰르 수상

### 에큐메니칼 심사위원상:포럼 특별언급
- 도엘의 파수꾼 - 톰 파사트 수상

### 에큐메니칼 심사위원상:파노라마
- 보이지 않는 - 미셀 아비아드 수상

### 에큐메니칼 심사위원상:파노라마 특별언급
- 바르자크 - 만타스 크베다라비치우스 수상

### C.I.C.A.E.상:포럼
- 앰너스티 - 바이어 알리마니 수상

### C.I.C.A.E.상:파노라마
- 히어 - 브래든 킹 수상

### DAAD 단편영화상
- 샤워 - 페파 산 마틴 수상

### 라벨유럽영화상
- 어보브 어스 온리 스카이 - 얀 숌부르그 수상

### 넷팩상
- 헤븐스 스토리 - 제제 타카히사 수상

### 넷팩상-특별언급
- 바다로 가는 길 - 셰론 R. 다욕 수상

### 칼리가리상
- 제네시스와 레이디 제이의 발라드 - 마리 로지에 수상

### 타게스피겔 독자상
- 매치메이킹 메이어 - 에리카 흐니코바 수상

### 베를리너 모겐포스트 독자상
- 씨민과 나데르의 별거 - 아쉬가르 파라디 수상

### 균형있는대화상
- 더 에듀케이션 - 디크 루터 수상

### 오늘의베를린상
- 해크니 룰버바이 - 쿄코 미야케 수상

### 베를리날레 캠퍼스:스코어 경쟁
- Felix Rosch 수상

### 평화영화상
- 더 나은 내일 - 도로타 케드지에르자브스카 수상

### 평화영화상:특별언급
- 씨민과 나데르의 별거 - 아쉬가르 파라디 수상

### 독일예술영화조합상
- 이프 낫 어스, 후? - 안드레스 바이엘 수상

### 페미나상
- 롤리팝 몬스터 - 줄리아 브랜더스 수상

### 시게사울레 독자상
- 하베스트(독일어판) - 벤자민 칸투 수상

### 시네마 페어빈데트 상
- 윈드 앤 포그 - 모하마드-알리 탈레비 수상

### 암네스티국제영화상
- 바르자크 - 만타스 크베다라비치우스 수상

### 경쟁부문
- 마진 콜 - J.C. 챈더
- Schlafkrankheit - 울리히 콜러
- 밤 이야기 - 미셸 오슬로
- 이노센트 세터데이 - 알렉산드르 민다제
- 엘 프레미오 - 파울라 마르코비치
- 나의 가족 나의 도시 - 야세민 삼데렐리
- 피나 - 빔 벤더스
- 코리올라누스 - 랄프 파인즈
- 오프사이드 - 자파르 파나히
- 더 브레이브 - 에단 코엔 외 1명
- 옐링 투 더 스카이 - 빅토리아 마호니
- 서비스 엔트런스 - 6층의 여인 - 필립 르 게이
- 씨민과 나데르의 별거 - 아쉬가르 파라디
- Bizim Buyuk Caresizligimiz - 세이피 테오만
- 사랑한다, 사랑하지 않는다 - 이윤기
- 더 포기브니스 오브 블러드 - 조슈아 마스턴
- 더 퓨처 - 미란다 줄라이
- 마이 베스트 에너미 - 볼프강 무른베르거
- 이프 낫 어스, 후? - 앙드레 베이엘
- 언노운 - 자움 콜렛 세라
- 더 터린 호스 - 벨라 타르
- 마이 베스트 에너미 - 볼프강 무른베르거
- 운 문도 미스테리오소 - 로드리고 모레노
- 립스틱카 - 조나단 사갈
- 뮤직 박스 - 코스타 가브라스
- 케이브스 오브 포게튼 드림스 - 베르너 헤어조크
- 더 솔트 오브 라이프 - 지아니 디 그레고리오
- Escuchando al juez Garzon - 이자벨 코이젯트
- 토스트 - S.J. 클락슨
- 레이트 브루머스 - 줄리 가브라스
- 싱 유어 송 - 수잔 로스톡
- 조씨고아 - 천카이거
- 택시 드라이버 - 마틴 스코세이지
- 킹스 스피치 - 톰 후퍼
- 엘리트 스쿼드 2 - 호세 파딜라
- 라이프 인 어 데이 - 케빈 맥도널드
- 더 파더레스 - 마리 크로이처
- 어보브 어스 온리 스카이 - 얀 숌부르그
- 인 헤븐 언더그라운드: 더 바이센제 쥬이시 세머테리 - 브리타 바우어
- 코도르코브스키 - 시릴 터쉬
- 마마 아프리카 - 미카 카우리스마키
- 불헤드 - 마이클 R. 로스컴
- 미쉔 - 알렉산더 젤도비크
- Fjellet - 올레 지아에베르
- 더 가드 - 존 마이클 맥도나프
- 아마도르 - 페르난도 레온 데 아라노아
- 맨 엣 시 - 콘스탄틴 지아나리스
- Sala samobojcow - 얀 코마사
- 세븐 머더스 포기븐 - 비샬 바드와즈
- 이웃 사이 - 구스타보 타레토
- 더 빅 에덴 - 피터 도플러
- 몬도 럭스 - 더 비주얼 월드 오브 베르너 슈로에터 - 엘피 미케스크
- 하우스 오브 셰임 - 조한나 잭키 바이어
- 탑 블루어 레프트 윙 - 안젤로 시안시
- 왓소에버리 - 지울리오 만프레도니아
- 이븐 더 레인 - 이시아 볼레인
- 히어 - 브래든 킹
- 샤워 - 페파 산 마틴
- 더 데블스 더블 - 리 타마호리
- 인비저블 - 미셀 아비아드
- 톰보이 - 셀린 시아마
- 부당거래 - 류승완
- 백야행 - 후카가와 요시히로
- 뱀파이어 - 이와이 슌지
- 창피해 - 김수현
- 마더스(영어판) - 밀코 만체프스키
- 댄스 타운 - 전규환
- 애스홀 - 카우시크 무커르지
- 오프 비트 - 얀 가스만
- 로메오스 - 사빈느 버나르디
- 시즌 오브 더 위치 - 시부야 미노루
- 앰너스티 - 부야르 알리마니
- 루킹 포 시몬 - 얀 크루거
- Ausente - 마르코 베르거
- 브라우니언 무브먼트 - 나누크 레오폴드
- 청계천 메들리 - 박경근
- 무와 당근 - 시부야 미노루
- 데이 이즈 두 - 토머스 임바치
- 언 엔젤 인 도엘 - 톰 파사트
- 더 하우스 - 주자나 리오바
- 드라이레벤 - 크리스티안 펫졸드
- 돈 폴로우 미 어라운드 - 도미닉 그래프
- 원 미니트 오브 다크니스 - 크리스토프 호흐호이슬러
- Eine Serie von Gedanken - 헤인즈 에미그홀즈
- 더 영 버틀러 - 마르셀라 세이드 외 1명
- E-러브 - 안느 빌라세크
- 친숙한 장소 - 스테판 라플뢰르
- 피트 - 히로스에 히로마사
- 팔로우 미 - 요하네스 하멜
- 현대인 - 시부야 미노루
- 바다로 가는 길 - 셰론 R. 다욕
- 헤븐스 스토리 - 제제 타카히사
- Himmel und Erde - 미카엘 필즈
- 하이-소 - 아딧야 아사랏
- 금일휴진 - 시부야 미노루
- 자가당착: 시대정신과 현실참여 - 김선
- Karen llora en un bus - 가브리엘 로야스 베라
- 가족 X - 요시다 코키
- 코 진 코 지츠 - 시부야 미노루
- Les mains libres - 브리짓 사이
- 메이드 인 폴란드 - 프르제미슬라브 보이시에스젝
- 만추 - 김태용
- 모주 - 시부야 미노루
- 매치메이킹 메이어 - 에리카 흐니코바
- Ocio - 후안 빌리거스
- 에이티 레터스 - 바클라프 카드른카
- 더 레지던트 - 티아고 마타 마샤도
- 파탕 - 프라샨트 바르가바
- 테러리스트들 - 툰스카 빤시티보라꿀
- Seigiha - 시부야 미노루
- 굿모닝 투 더 월드 - 히로하라 사토루
- 실버 블렛 - 조 스완버그
- 아트 히스토리 - 조 스완버그
- 슬립리스 나이츠 스토리 - 조나스 메카스
- 폭력의 국가 - 칼로 마타바네
- 섭머린 - 리처드 아요데
- 스완스 - 위고 비에이라 다 실바
- 붉은 황금 - 자파르 파나히
- 발라드 오브 제너시스 앤 레이디 제이 - 마리 로지에
- 두 번째 이야기 - 임초현
- 카불 드림 팩토리 - 세바스찬 하이딩어
- 20개의 담배 - 제임스 베닝
- 언더 컨트롤 - 폴커 자텔
- 유토피언 - 지그뉴 브지메크
- 비바 리바! - 됴 문가
- 취객 천국 - 시부야 미노루
- 바르자크 - 만타스 크베다라비시우스
- 봄베이 비치 - 엘머 하렐
- 브라쉬 - 워즈 오브 원트, 워즈 오브 피어 - 크리스토프 루터
- 써클 - 자파르 파나히
- 렌트 보이즈 - 로자 폰 프라운하임
- 그리프 더 인비저블 - 리온 포드
- 하우 알 유 - 야니크 스플리즈보엘
- 라이트플라이트 - 아네트 프릭
- Porno Melodrama - 로마스 자바로스카스
- homo@lv - 카스파르스 고바
- 스프링 - 홍 카우
- 디 에드보케이트 패그덤 - 안젤리크 보시오
- 더 벵겔리 디텍티브 - 필립 콕스
- 더 블랙 파워 믹스테이프 - 골란 올슨
- 장의사 - 가레스 맥스웰 로버츠
- 더 퀸 해즈 노 크라운 - 토머 헤이먼
- 와룸 마담 와룸 - 존 에드워드 헤이즈 외 1명
- 위 워 히어 - 데이빗 웨이스만
- !우먼 아트 레볼루션 - 린 허쉬맨-리슨
- 투게더 - 천카이거
- 온 더 슬라이 - 올리비에르 링게르
- 윈드 앤 포그 - 모하마드-알리 탈레비
- 그레이트 베어 - 에스벤 토프트 야콥슨
- 네덜란드에서 가장 힘 센 사나이 - 마크 데 클로에
- 인터메이트 그래머 - 니어 버그먼
- 토털리 트루 러브 - 안네 세비스퀴
- 더 나은 내일 - 도로타 케드지에르자브스카
- 키퍼 틸 리버풀 - 아릴드 안드레센
- 트위그슨 - 마틴 룬드
- 더 배드 인텐션스 - 로사리오 가르시아 몬테로
- 마불 - 기 나티브
- 삼파기타 - 프란시스 자비에 파시온
- 파리의 도둑고양이 - 알랭 가뇰
- 쉬 몽키스 - 리사 아쉔
- 더 다이너마이터 - 매튜 고든
- 엘 치코 쿠에 미엔테 - 마리테 우가스
- 리바운스 - 헤이디 마리아 파이스트
- 그리프 더 인비저블 - 리온 포드
- 제스 + 모스 - 클레이 제터
- 어게인스트 올 오즈 - 앤카 슈미트
- 잃어버린 순수 - 앤드류 옥피하 맥클린
- 레드 독 - 크리브 스텐더스
- 산사나무 아래 - 장이머우
- 스카이스크래퍼 - 류네 슈요트
- Stadt, Land, Fluss - 벤자민 칸투
- 웨스트 이즈 웨스트 - 앤디 드엠모니
- 에르도 - 기오르기 모르 카르파티
- 더 언리빙 - 휴고 릴리아
- Sju dagar i skogen - 피터 라르손
- 우먼 웨이팅 - 앙트완 부르헤스
- 애슐리/앰버 - 레베카 로저
- 투모로우 에브리씽 윌 비 올라이트 - 아크람 자타리
- 백 바이6 - 피터 코넬리
- 15 줄라이 - 크리스티 이프티메
- 닥터 라오 - 알렉세이 체르니 외 1명
- 부서진 밤 - 양효주
- 스틱 클라이밍 - 다니엘 짐머맨
- 언타잉 더 노트 - 자파르 파나히
- 테러블리 해피 - 핌파카 토위라
- 수샤 - 대니 로젠버그 외 1명
- 신스 프럼 더 서버브 - 스파이크 존즈
- 퀘스천 투 마이 파더 - 콘라드 뮤흐
- 사이런트 리버 - 안카 미루나 라자레스쿠
- 플래닛 제트 - 모모코 세토
- 더 캄 - 페르난도 빌체즈 로드리게즈
- 아피 지오 앤티 루셈 - 아린 이난 아슬란
- 헤비 헤드 - 헬레나 프랭크
- 클리닝 업 더 스튜디오 - 크리스찬 얀코스키
- 그린 크레용 - 카직 라드완스키
- 파란만장 - 박찬욱 외 1명
- 더 로스트 타운 오브 스위테즈 - 카밀 폴락